# V443 Андромеды
V443 Андромеды (лат. V443 Andromedae), HD 6963 — тройная звезда в созвездии Андромеды на расстоянии приблизительно 88,4 световых лет (около 27,1 парсеков) от Солнца. Возраст звезды определён как около 3,9 млрд лет.

## Характеристики
Первый компонент (CCDM J01106+4256A) — оранжевый или жёлтый карлик, вращающаяся переменная звезда типа BY Дракона (BY) спектрального класса K0V или G7V. Видимая звёздная величина звезды — от +7,68m до +7,66m. Масса — около 0,98 солнечной, радиус — около 0,82 солнечного, светимость — около 0,573 солнечной. Эффективная температура — около 5496 K.
Второй компонент (BD+42 248) — оранжевый гигант спектрального класса K. Видимая звёздная величина звезды — +9,4m. Радиус — около 50,17 солнечных, светимость — около 618,47 солнечной. Эффективная температура — около 4064 K. Удалён на 154,4 угловых секунды.
Третий компонент (CCDM J01106+4256C). Видимая звёздная величина звезды — +12m. Удалён от второго компонента на 34,5 угловых секунды.

## Планетная система
В 2019 году учёными, анализирующими данные проектов HIPPARCOS и Gaia, у звезды обнаружена планета.